# St. Martin (Drove)

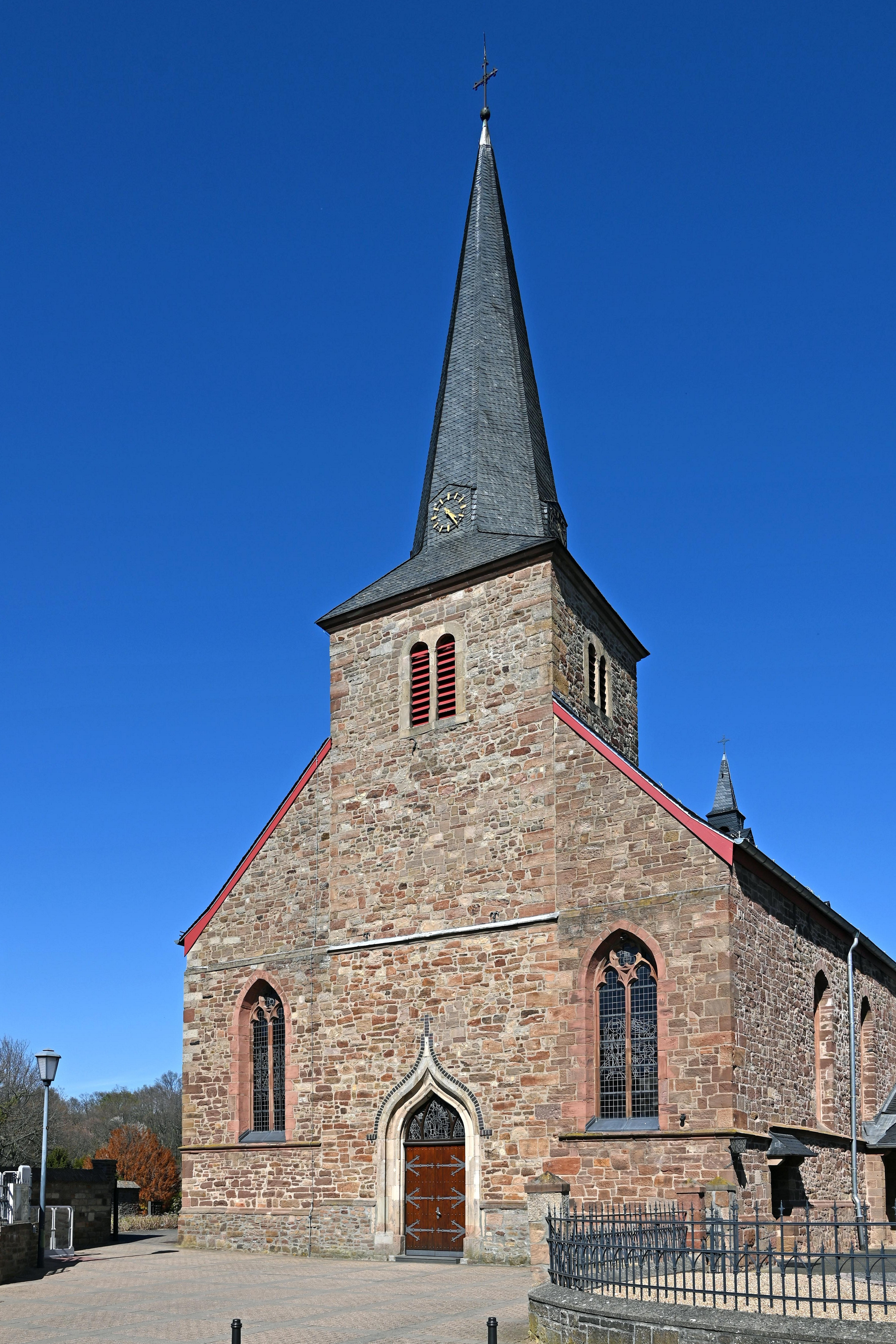
St. Martin in Drove

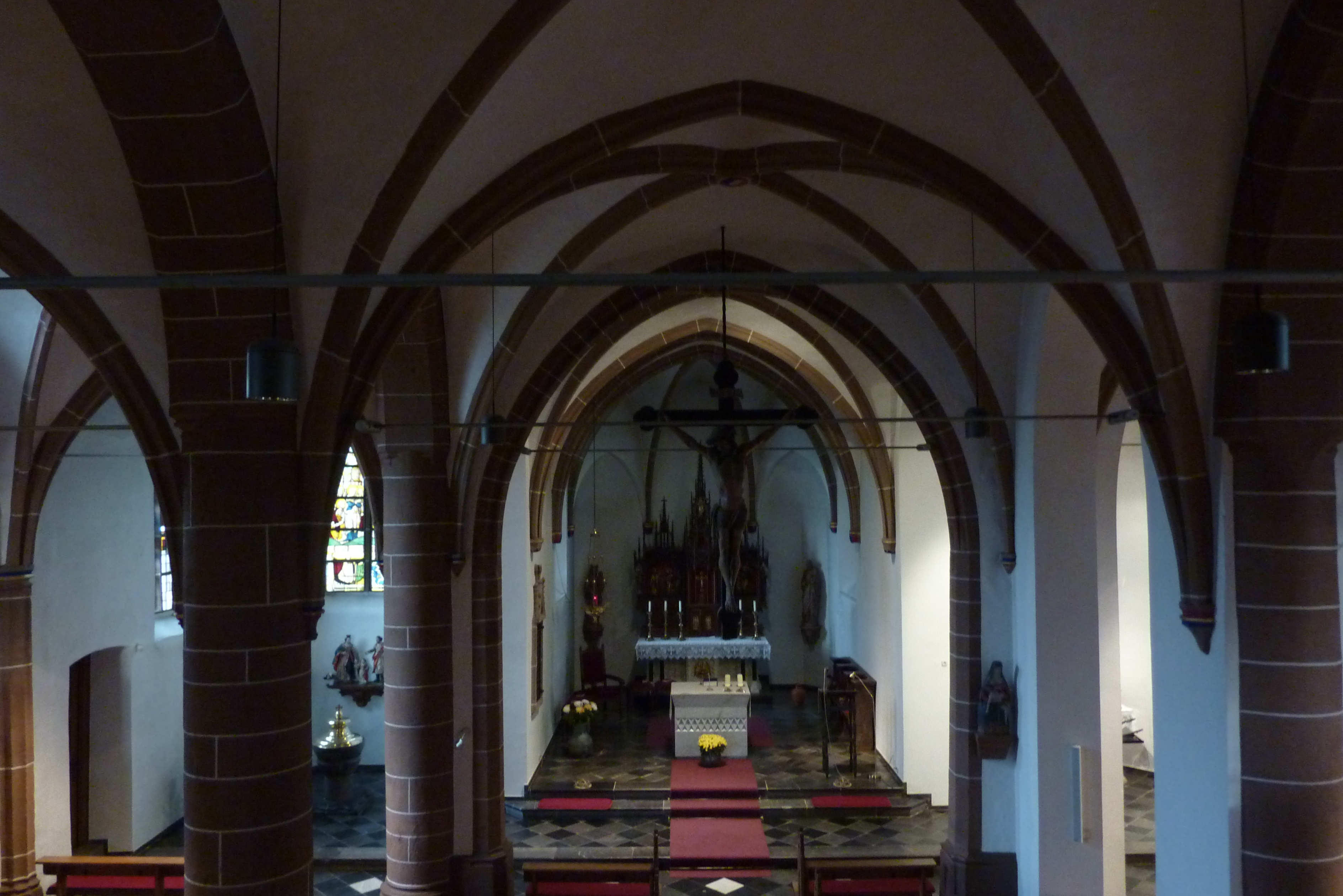
Innenansicht

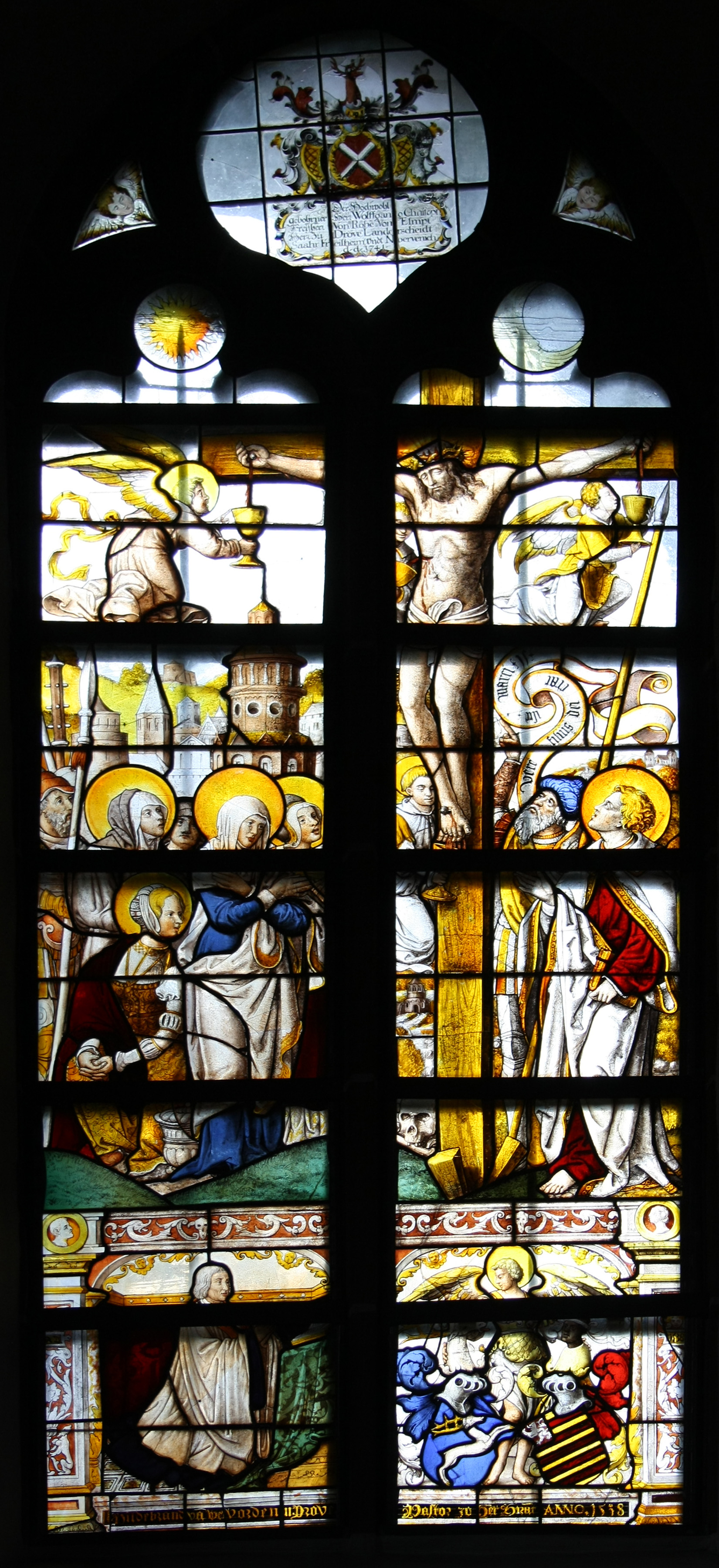
Kreuzigungsfenster von 1538

St. Martin ist die römisch-katholische Pfarrkirche des Kreuzauer Ortsteils Drove im Kreis Düren in Nordrhein-Westfalen. Zur Pfarre gehören die Filialkirche St. Fides, Spes und Caritas in Thum und die Kapelle Maria, Hilfe der Christen in Üdingen.
Das Bauwerk ist unter Nr. 12 in die Liste der Baudenkmäler in Kreuzau eingetragen und dem hl. Martin von Tours geweiht.

## Geschichte

### Pfarre
Eine Kirche in Drove wurde im Liber valoris aus der Zeit um 1308 erstmals erwähnt. Bereits zu dieser Zeit war Drove eigenständige Pfarrei. Bis 1804 zählten zur Pfarre noch die Filialgemeinden Schlagstein, welches 1804 der neuen Untermaubacher Pfarre zugeschlagen wurde, Rath bei Nideggen, es kam 1804 an die Nideggener Pfarre, und Oberschneidhausen, welches an die Kreuzauer Pfarre abgetreten werden musste. So gehörten zur Drover Pfarre seitdem noch die Filialen Boich, Leversbach, Üdingen und Thum. 1953 wurden schließlich auch Boich und Leversbach von Drove abgetrennt und zur eigenständigen Pfarrei erhoben, sodass heute nur noch Thum und Üdingen als Filialen zur Drover Pfarre gehören.

### Kirchengebäude
Das Drover Gotteshaus ist eine dreischiffige Hallenkirche mit dreiseitig geschlossenem Chor und eingebautem Glockenturm, die im Wesentlichen aus dem 15./16. Jahrhundert stammt. Sie wurde aus Bruchsteinen im Baustil der Gotik errichtet. Im 18. Jahrhundert wurden am Bauwerk geringfügige Änderungen vorgenommen. Um 1900 wurde der Hauptchor und der südliche Nebenchor errichtet. Der Nordchor ist noch gotisch. Um das Jahr 1929 wurde die Sakristei angebaut. Die Schäden des Zweiten Weltkrieges wurden bis 1959 behoben.

## Ausstattung
In der Drover Kirche befinden sich ein neugotischer Hochaltar, der am 13. Juni 1904 durch den Kölner Weihbischof Joseph Müller konsekriert wurde sowie ein Triumphkreuz und Bänke aus derselben Zeit. Des Weiteren befindet sich im nördlichen Seitenschiff ein barocker Matthiasaltar aus der zweiten Hälfte des 17. Jahrhunderts. Der barocke Taufstein stammt aus dem 17. Jahrhundert. Die Bleiglasfenster schuf zum großen Teil Hans Lohbeck im Jahr 1964. Jedoch sind noch zwei historische Fenster erhalten: ein Kreuzigungsfenster von einem unbekannten Künstler aus dem Jahr 1538 und ein Fenster mit Darstellungen des hl. Martin und des hl. Matthias von Franz Melchior aus dem Jahr 1920.

## Glocken
Im Glockenturm befinden sich drei wertvolle mittelalterliche Bronze-Glocken. Die größte Glocke ist die Martinusglocke von Jan III. van Trier aus dem Jahr 1597, die mittlere und die kleinste Glocke sind vermutlich Güsse von Conradus von Isbroich aus dem 14. Jahrhundert. Im Dachreiter befindet sich eine Glocke von Werner Hüesker von der Firma Petit & Gebr. Edelbrock aus Gescher von 1929.
| Nr. | Name | Durchmesser (mm) | Masse (kg, ca.) | Schlagton (HT-1/16) | Gießer                                               | Gussjahr |
| 1   | -    | 1.038            | 640             | g' -6               | Jan van Trier                                        | 1597     |
| 2   | -    | 814              | 310             | c" -6               | Conradus von Isbroich                                | 14. Jh.  |
| 3   | -    | 680              | 210             | f" -5               | Conradus von Isbroich                                | 14. Jh.  |
| 4   | -    | 40               | 40              | a" -4               | Werner Hüesker, Fa. Petit & Gebr. Edelbrock, Gescher | 1929     |

## Pfarrer
Folgende Priester wirkten bislang als Pfarrer an St. Martin:
- 1924–1945: Johann Kreitz
- 1945–1972: Wilhelm Borkott
- 1972–1991: P. Leo Peters OSFS
- 1992–1998: Edgar Berg
- 1998–2023: Georg Scherer
- Seit 2024: Josef Wolff